# Austerlitz (novela)
Austerlitz es una novela del escritor alemán W. G. Sebald, publicada en 2001, donde se relata la historia de un hombre sin pasado, sin patria ni idioma, que se siente como un intruso en todos los lugares.
La novela comienza en la estación de Amberes, donde el narrador se encuentra por primera vez con el protagonista de la obra, y es ahí donde comienza a fraguarse la relación entre ambos, unas veces más íntima y otras más distante. A través de encuentros casuales o acordados entre el narrador y el protagonista, Jacques Austerlitz, se va revelando poco a poco la historia del viajero solitario.
Austerlitz, niño judío refugiado en la década de 1940, llegó a Gales, donde se crio en la casa de un predicador y su mujer, personas mayores y tristes. Después de crecer largos años en un ambiente solitario, conoce su verdadero origen, lo que le hace sentirse como un extraño.
La novela, escrita en frases largas y complejas, que recuerdan el estilo de Thomas Mann, resulta ser un viaje por la historia de Europa desde el capitalismo y la industrialización, pasando por los desastres del siglo XX: la persecución y el éxodo de los judíos, sobre todo. Gira en torno a la búsqueda de la identidad, el recuerdo y el relato, que permiten saberse perteneciente a una comunidad, escapando del desarraigo que sufre Austerlitz.
- Datos: Q473389